# Садовников, Николай Петрович
Николай Петрович Садовников (19 декабря 1900, д. Щетинино, Гриминская волость, Ржевский уезд, Тверская губерния, Российская империя — ?) — советский хозяйственный, государственный и партийный деятель.

## Биография
Родился 19 декабря 1900 в деревне Щетинино Гриминской волости Ржевского уезда Тверской губернии Российской империи. Член РКП(б) с 1918.

### Образование
В 1921—1923 учился в Коммунистическом университете имени Я. М. Свердлова.
В 1932 окончил подготовительное отделение кадров Института красной профессуры.

### Трудовая деятельность
С 1913 — на хозяйственной, общественной и политической работе. В 1913—1957 гг. — чернорабочий, токарь завода «Динамо», участник Гражданской войны, секретарь парткома и заведующий ОРГО ряда предприятий, инструктор Московского комитета ВКП(б), замначальника политотдела Северной железной дороги, инструктор Политуправления НКПС СССР, секретарь парткома завода Памяти 1905 года, секретарь Красно-Пресненского райкома ВКП(б), 1-й секретарь Карагандинского обкома и горкома КПК (1938), и. о. 1-го секретаря, 1-й секретарь Алма-Атинского обкома и горкома КПК, секретарь парткома Прокуратуры СССР, 1-й секретарь Энбекши-Казахского райкома КП Казахстана, заместитель, помощник директора ВСХВ, начальник отдела кадров Главной инспекции по урожайности, начальник Управления кадров треста «Заготзерно».
Делегат XVIII съезда ВКП(б).
Умер после 1991 года.